# Ashland (Oregon)
Pour les articles homonymes, voir Ashland.
Ashland est une ville du comté de Jackson, dans le sud de l'État de l'Oregon, aux États-Unis.

## Histoire
Elle est située près de la route Interstate 5 et la frontière californienne, à l'extrémité sud de la Rogue Valley. La ville fut nommée d'après le comté d'Ashland (Ohio), point d'origine de Habel Helman et d'autres fondateurs, puis d’après la ville d'Ashland (Kentucky) où d'autres fondateurs détenaient de la famille. Officiellement, Ashland devint une ville sous le nom d’Ashland Mills en 1855. Lors du recensement de 2000, la ville comprenait une population totale de 19 522 habitants. C'est aujourd'hui le foyer de l’université de l'Oregon sud et du festival de grande renommée de Shakespeare en Oregon.
Ashland a été également remarquée pour être très politiquement démocrate. Elle a en effet donné l'écrasante majorité de ses votes au candidat démocrate John Kerry durant l'élection présidentielle de 2004. Cela en fait une ville potentiellement encore plus démocrate que Portland, ou de toute autre ville d'Oregon, voire autant que tout l’État de Washington, avec 80,61 % des voix pour Kerry dans ce dernier, et 80,60 % à Ashland[réf. nécessaire].

## Jumelages
- Sarlat-la-Canéda (France)
- Guanajuato (Mexique)

## Résidents célèbres
- John Backus, informaticien récipiendaire du prix Turing en 1977
- Chad Cota, ancien joueur de la National Football League et actuel copropriétaire d’InfoStructure
- David Fincher, directeur cinématographique
- Scott Kelly, musicien
- Winona LaDuke, militante indienne
- Leonard Levy, gagnant du prix Pulitzer
- Michael Ruppert, militant politique
- Sonny Sixkiller, acteur
- Jack Elam, acteur